# Aalto-Theater

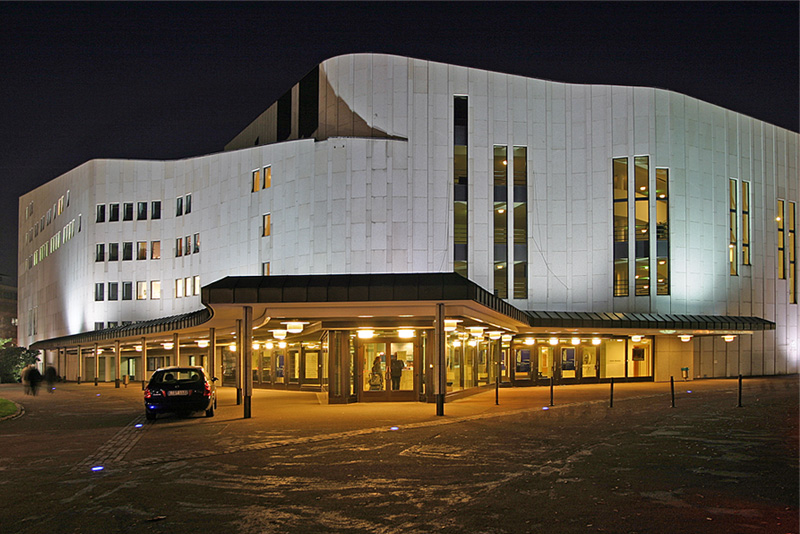
Aalto-Theater.

Aalto-Theater är Essens operahus. Det öppnades 1988 med uppförandet av Richard Wagners Die Meistersinger von Nürnberg. Färdigställandet var kraftigt försenat. 
År 1959 utlystes en arkitekttävling om ett nytt operahus i Essen. Tävlingen vanns av Alvar Aalto, som vid flera tillfällen från 1961 till sin död 1976 omarbetade sitt förslag i samarbete med stadens byggnadsnämnd. Först 1981 började byggandet av operahuset under ledning av den tyska arkitekten Harald Deilmann.
Byggnaden, som huvudsakligen är uppförd efter Aaltos ritningar, rymmer 1 100 åskådare. Fasaden är av ljus granit, som är lättare än den vita Carraramarmor som Aalto hade valt. Det "akustisk flexibla" innertaket är en omarbetad version av innertaket i Finlandiahuset i Helsingfors.